# E
E, e er det femte bogstav i det latinske alfabet.

## Andre betydninger
- e står for elementarpartikelen
- e (Eulers tal) er et transcendent tal med omtrentlig værdi 2,71828. Tallet e er grundtallet for den naturlige logaritme.
- E er en forkortelse for SI-præfikset exa (1018)
- kendingsbogstav for biler fra Spanien.
- romertal for 250.
- E-batterier – en typebetegnelse for batterier.
- i musikken er det den 3. tone i den diatoniske C-dur skala.
- betegnelsen for vitamin E.
- E! – en amerikansk underholdnings-tv-kanal
- i det hexadecimale talsystem repræsenterer E et ciffer med værdien 14.
- E-nummer – kode på tilsætningsstoffer til fødevarer.
- partibogstav for Klaus Riskær Pedersen og tidligere for Danmarks Retsforbund.